# Baek Jin-guk
Baek Jin-guk (kor. 백 진국; ur. 31 grudnia 1976) – południowokoreański zapaśnik w stylu wolnym. Olimpijczyk z Aten 2004, gdzie zajął czternaste miejsce w kategorii 66 kg.
Czterokrotny uczestnik mistrzostw świata, dziewiąty w 2001. Złoto na igrzyskach azjatyckich w 2002 i 2006. Pierwszy na igrzyskach wschodniej Azji w 2001. Zdobył cztery medale na mistrzostwach Azji. Złoto w 2005, dwa srebrne medale  w 1997 i 2000 i brązowy w 2006 roku. Pierwszy w Pucharze Świata w 2002. Trzeci w Pucharze Azji w 2003.